# Ladislav Exnár
Ladislav Exnár (* 18. června 1907 Chvalkovice – 20. března 1945 Mauthausen, Rakousko) byl slovenský protifašistický bojovník a dělnický funkcionář.
Původním povoláním byl strojní zámečník v Banské Štiavnici. Už za první ČSR ho perzekvovali za účast v dělnickém hnutí. Na jaře 1939 přešel do ilegality. V září 1942 založil bojovou jánošíkovskou družinu, základ budoucího partyzánského oddílu Sitno. V dubnu 1944 ho zatkli a odsoudili na osm let vězení v Leopoldově. Po přesunu do Mauthausenu zemřel 20. 3. 1945.
23. srpna 1963 byl tomuto významnému partyzánskému veliteli jednotky Sitno slavnostně odhalen pomník před budovou I. ZŠ v Žiaru nad Hronom.